# Portsmouth, Iowa
Portsmouth là một thành phố thuộc quận Shelby, tiểu bang Iowa, Hoa Kỳ. Năm 2010, dân số của thành phố này là 195 người.

## Dân số
Dân số qua các năm:
- Năm 2000: 225 người.
- Năm 2010: 195 người.